# Большой человек в Тегеране
«Большой человек в Тегеране» (англ. Big Man in Tehran) — одиннадцатый эпизод третьего сезона американского драматического телесериала «Родина», и 35-й во всём сериале. Премьера состоялась на канале Showtime 8 декабря 2013 года.

## Сюжет
Сол (Мэнди Патинкин) принуждает заключённого Алена Бернарда (Уильям Абади) к обращению к его начальству в Моссаде и убеждению их к задействованию двух оперативников в Тегеране, чтобы помочь Броуди. Кэрри (Клэр Дэйнс), находясь в Тегеране, выдавая себя швейцарскую туристку, встречает дядю Фары, Масуда (Дэвид Диаан), который разрешает Кэрри использовать его дом в качестве явочной квартиры. Оперативники Моссада связываются с Кэрри там. Они дают ей цианидовую иголку, чтобы доставить Броуди, которую он должен будет использовать, чтобы убить Данеша Акбари, пока оперативники создают диверсию, взрывая C-4 неподалёку.
Броуди (Дэмиэн Льюис) неоднократно допрашивают под руководством Маджида Джавади (Шон Тоуб). Джавади докладывает Акбари (Хушанг Тузи), сказав, что Броуди может иметь большое значение для иранской пропаганды, но трудно понять, можно ли ему доверять. Джавади предлагает, чтобы Акбари оценил Броуди лицом к лицу. Джавади затем организовывает рандеву с Кэрри, где он приобретает цианидовую иголку, и подтверждает, что у Акбари скорее всего скоро будет встреча с Броуди. На следующий день, Броуди отводят на открытое место, охраняемое стражами Акбари. Акбари прибывает одновременно и улыбается и кивает Броуди. Броуди приближается к нему, готовясь использовать иглу, но прежде чем он приблизится, Акбари возвращается в свою машину и уезжает. Броуди затем сопровождают в соседний дом, где вдова Абу Назира, Нассрин (Наз Деравян), ждёт, чтобы поговорить с Броуди и проверить его от лица Акбари.
Проходит шесть дней. Броуди был показан по иранскому телевидению, где он осуждал Соединённые Штаты. Сол, Локхарт (Трейси Леттс) и Дар Адал (Ф. Мюррей Абрахам) проводят встречу. Они соглашаются в том, что у Броуди больше нет шансов приблизиться к Акбари. Локхарт заявляет, что Броуди не появился для задуманной вылазки из Ирана, его лояльности по отношению к США больше нельзя верить, и что его знание об операции угрожает статусу Джавади как агента. Когда президент требует немедленных действий, Локхарт предполагает, что единственный вариант - убить Броуди. Сол звонит Кэрри, спрашивая, почему Броуди отказался выбираться, и потянулся ли Броуди к ней. Он говорит Кэрри лететь обратно в США, где они вновь соберутся.
Кэрри, напуганная телефонным звонком, звонит Броуди и говорит ему, что он может быть в опасности. Она просит его покинуть Тегеран с ним, но Броуди отказывается, говоря, что ему больше некуда идти. Кэрри затем замечает двух оперативников Моссада, направляющихся к Броуди, и предупреждает его. Броуди отклоняется от них и идёт в дом Нассрин. Он говорит ей, что кто-то пытался убить его, и просит её организовать встречу с Акбари, утверждая, что он обладает очень важной информацией о Маджиде Джавади. Броуди отводят в офис Акбари, где они говорят наедине. Броуди раскрывает Акбари правду о его присутствии в Иране: он был прислан убить Акбари, чтобы Джавади, теперь агент ЦРУ, мог занять его место. Акбари благодарит Броуди за его лояльность и говорит, что он позаботится о Джавади. Броуди затем ударяет Акбари по голове хрустальной пепельницей, и душит его, пока он находится в бессознательном состоянии. Броуди находит сотовый телефон на столе Акбари и использует его, чтобы позвонить Кэрри, сказав ей: "Я убил его. Вытащи меня отсюда."

## Производство
Режиссёром эпизода стал Дэниел Минахан, а сценарий к нему написали исполнительный продюсер Чип Йоханнссен и соисполнительный продюсер Патрик Харбинсон.

## Реакция

### Рейтинги
Во время оригинального показа, эпизод посмотрели 2.09 миллионов зрителей, что сделало его самым высоким рейтингом на сегодняшний день.

### Награды и номинации
Эпизод был назван лучшим смонтированным одночасовым сериалом для не-рекламного телевидения на 64-й церемонии премии американских монтажёров.